# TAC (Transabdominal cervicoisthmus cerclage)
Szew okrężny na cieśń szyjki macicy TAC (transabdominal cervicoisthmus cerclage, transabdominal cerlage), szew na szyjkę z dojścia przezbrzusznego, szew okrężny zakładany metodą przez brzuch.
Szew TAC zakładany jest u kobiet, u których stwierdzono niewydolność szyjki macicy (niewydolność cieśniowo-szyjkowa), czyli niezdolność szyjki macicy do utrzymania ciąży do przewidywanego terminu porodu.
Czynnik szyjkowy odgrywa bardzo dużą rolę w etiologii poronień i porodów przedwczesnych. Szew TAC założony przed zajściem w ciążę jest skuteczną metodą w zmniejszeniu częstości występowania samoistnych strat ciąży u kobiet ze stwierdzoną niewydolnością cieśniowo-szyjkową.
- TAC jest najbardziej efektywnym sposobem leczenia ciężkiej niewydolności szyjki macicy,
- zakładany jest przed ciążą metodą przezbrzuszną lub laparoskopowo,
- poród ze szwem TAC odbywa się tylko przez cesarskie cięcie,
- szew (taśma) TAC może zostać u kobiety na kolejne ciąże[1],
- szew przezbrzuszny w ponad 90% przypadków kobiet, u których doszło do wcześniejszych strat ciąż pozwala na pozytywne zakończenie ciąży[2]
- TAC daje prawo do udanej prokreacji kobietom po amputacji szyjki macicy

Pierwszymi, którzy założyli szew okrężny szyjki macicy z dostępu brzusznego, byli Benson i Durfee.
Szew TAC w Stanach Zjednoczonych na szeroką skalę stosowali już od 1.01.1985 roku w Szpitalu Brigham&Women’s w Bostonie: Errol R. Norwitz, MD, PhD, David M. Lee, MD, i Donald P. Goldstein, MD.
W Polsce szew TAC metodą tradycyjną przez brzuch zakłada przede wszystkim prof. dr hab. n. med. Grzegorz Krasomski w Klinice Położnictwa i Ginekologii w Instytucie Centrum Zdrowia Matki Polki w Łodzi.
Od 2001 roku prof. Krasomski założył szew TAC 128 kobietom, które wcześniej straciły (poroniły lub urodziły przedwcześnie) jedną lub więcej ciąż i zawiodły u nich powszechnie stosowane metody walki z niewydolnością szyjki macicy (szew przezpochwowy McDonalda czy pessar).
Skuteczność szwu przezpochwowego Mc Donalda ocenia się na 18–24%, a szwu przezbrzusznego TAC na 95%.
Sukcesy macierzyńskie dzięki TAC, po uprzednich niepowodzeniach bardzo pozytywnie wpływają na stan psychiczny kobiet.